# Paul Maillefer
Paul Maillefer (Ballaigues, 14 oktober 1862 – Lausanne, 9 januari 1929) was een Zwitsers radicaal politicus uit het kanton Vaud.

## Biografie

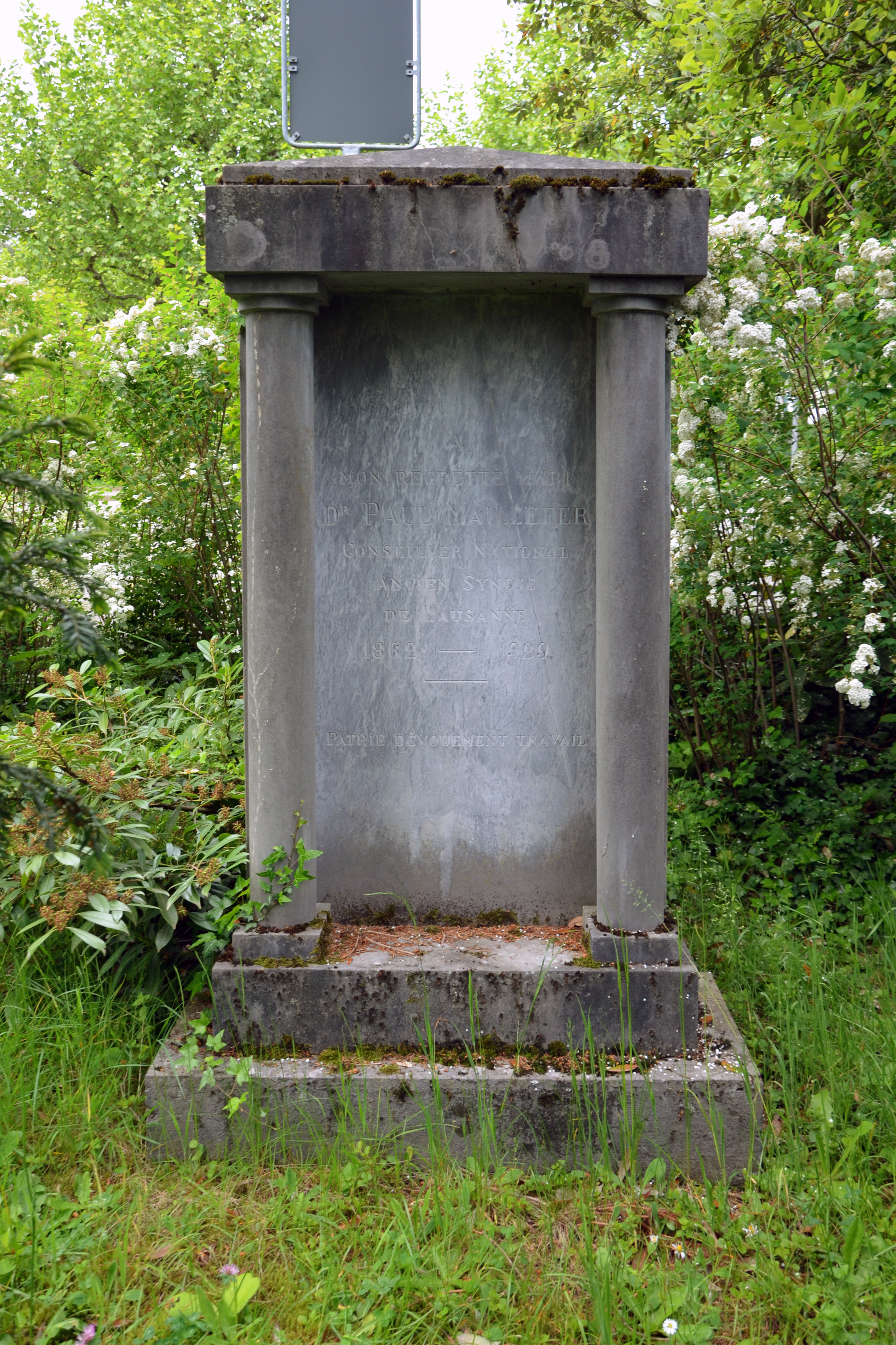
Graf van Paul Maillefer in Lausanne.

### Historicus
Paul Maillefer liep school in Peseux en studeerde nadien letteren in Lausanne, waar hij in 1888 een licentiaat behaalde en in 1892 een doctoraat met een pioniersthesis getiteld Le Pays de Vaud de 1789 à 1791. Van 1886 tot 1892 was hij onderwijzer in het kantonnaal college in Lausanne en van 1899 tot 1909 gaf hij les aan de normaalschool. Vanaf 1892 onderwees hij eveneens Zwitserse geschiedenis aan de Universiteit van Lausanne, aanvankelijk als docent en vanaf 1894 als buitengewoon hoogleraar. In 1893 was hij oprichter van het vakblad Revue historique vaudoise, om vervolgens in 1902 mede-oprichter te worden van de Société vaudoise d'histoire et d'archéologie. Als historicus publiceerde Maillefer vele artikelen over de geschiedenis van het kanton Vaud.

### Politicus

#### Lokale en kantonnale politiek
Naast zijn activiteiten aan de universiteit was Paul Maillefer gedurende 17 jaar eveneens actief op politiek niveau. Hij was tweemaal lid van de gemeenteraad (wetgevende macht) van Lausanne, een eerste maal van 1893 tot 1894 en een tweede maal van 1899 tot 1909. In 1904 zat hij deze vergadering voor. Van 1894 tot 1899 en van 1910 tot 1911 was hij vervolgens raadslid in het stadsbestuur (uitvoerende macht). Nadien was hij van 1911 tot 1921 burgemeester (syndic) van Lausanne. Maillefer was eveneens actief in de kantonnale politiek van Vaud. Zo was hij van 1897 tot 1899 en van 1912 tot zijn overlijden in 1929 lid van de Grote Raad van Vaud, die hij in 1919 voorzat.

#### Federale politiek
Van 4 december 1911 tot zijn overlijden op 9 januari 1929 was Maillefer lid van de Nationale Raad, waarvan hij van 6 december 1926 tot 5 december 1927 voorzitter was. Hij werd voor het eerst verkozen in de Nationale Raad bij de parlementsverkiezingen van oktober 1911, en werd herverkozen in 1914, in 1917, in 1919, in 1922, in 1925 en in 1928. Bij de Bondsraadsverkiezingen van 1919 was Maillefer kandidaat om uittredend Bondsraadslid Camille Decoppet op te volgen. Vanwege zijn anti-socialistische standpunten maar vooral vanwege zijn anti-Duitstalige uitlatingen tijdens de recentelijk beëindigde Eerste Wereldoorlog werd niet hij maar Ernest Chuard verkozen in de Bondsraad.

## Trivia
- In 1886 huwde Maillefer met zijn nicht Fanny Maillefer, een dochter van Auguste Maillefer. In 1898 ging het koppel uit elkaar. Vervolgens hertrouwde Paul Maillefer met Henriette De Giez.
- Maillefer was vrijmetselaar.

- Base de données des élites suisses: 76354
- Bibliothèque nationale de France: cb103631107 (data)
- Gemeinsame Normdatei: 126680892
- Historisch woordenboek van Zwitserland: 004336
- International Standard Name Identifier: 0000 0000 9111 3799
- Nederlandse Thesaurus van Auteursnamen: 107358336
- Système universitaire de documentation: 079824374
- Zwitserse Bondsvergadering: 2639
- Virtual International Authority File: 133215303